# Diego Colotto
Diego Damian Colotto (Río Cuarto, 1981. március 10. –) argentin labdarúgó, jelenleg az Espanyol hátvédje.

## Karrierje
Colotto pályafutását hazájában, az Estudiantesben kezdte. Első meccsét 2001 februárjában játszotta. Három év alatt 116 meccsen játszhatott, ezeken négy gólt szerzett.
2005-ben a mexikói Tecos UAG játékosa lett. Két év után egy újabb mexikói csapat, az Atlas következett karrierjében, ahol egy szezont töltött.
2008 nyarán szerződött a Deportivóhoz, 2,5 millió euróért. Októberben az ő két góljának, valamint Daniel Aranzubia fantasztikus védéseinek köszönhetően jutott tovább a Depor az UEFA-kupában, a norvég Brann ellen. Sokáig a Brann vezetett 2–0-ra, ám Colotto kétszer is betalált, így a végeredmény 2–2 lett. Ezután következett a büntetőpárbaj, ahol Aranzubia három tizenegyest is megfogott.